# WAKEONE
WAKEONE（ウェイクワン、朝: 웨이크원）は、韓国の芸能プロダクションである。キャッチコピーは『NEW WAVE of ENTERTAINMENT』。

## 概要
ストーンミュージックエンターテインメント、ONEFECTエンターテインメント、Studio Blu、OFF THE RECORDエンターテインメントを統合して設立されたCJ ENM傘下の総合芸能会社である。
企画からキャスティング、トレーニング、制作、マーケティング、マネージメントに至る『フルバリューチェーン』を構築し、アーティストをより体系的にサポートすることを目標に設立された。

## 沿革

### 2021年
5月1日、ストーンミュージックエンターテインメント、Studio Blu、OFF THE RECORDエンターテインメントを統合し設立。
8月6日、『Girls Planet 999』の放送が開始され、所属練習生であるキム・チェヒョン、ソ・ジミン、チョ・ハウンの計3名が参加。キム・チェヒョンは最終順位1位でデビュー組であるKep1erへ合流した。
10月7日、IZ*ONE出身であるチョ・ユリがソロデビュー。

### 2022年
1月3日、Kep1erがデビュー。
2月3日、『CAP-TEEN』優勝者であるソン・スウがデビュー。
4月30日、TO1のチフンが専属契約解除事由の発生により脱退及び専属契約を解除。
6月17日、TO1よりミンス、ジェローム、ウンギが脱退し、レンタ、ダイゴ、ヨジョンが加入。
10月26日、2AMのイム・スロンと専属契約を締結。

### 2023年
1月5日、Mbitiousと専属契約を締結。
2月2日,『BOYS PLANET』の放送が開始され、所属アーティストであるオ・ソンミン、チャ・ウンギ、所属練習生であるミン、飯沼アントニー、前田晴翔、キム・テレ、ムン・ジョンヒョン、パク・ミンソク、パク・ハンビン、イ・ジョンヒョンの計10名が参加。キム・テレは最終順位6位でデビュー組であるZEROBASEONEへ合流した。
5月1日、ロイ・キムと再契約を締結。
5月2日、DAVICHIと再契約を締結。
5月25日、公開練習生チーム、WAKEONE Traineeを公開。
6月22日、チャ・ウンギとの専属契約が終了。
7月10日、ZEROBASEONEがデビュー。
9月19日、WAKEONE Traineeとして練習生だったパク・ハンビン、イ・ジョンヒョン、ムン・ジョンヒョン、パク・ジフがJellyfishエンターテインメント所属の『BOYS PLANET』派生グループEVNNEのメンバーとしてデビュー。
9月21日、キム・ジェファンと専属契約を締結。
12月31日、TO1との専属契約が終了。

### 2024年
4月18日、WAKEONE練習生達が参加する『I-LAND2』の放送が開始。
3月26日、DAVICHIとの専属契約が終了。
7月4日、『I-LAND2』最終回で合格した練習生7名で「izna」結成。活動期間は7年の予定であり、WAKEONE初の正規ガールズグループである。
7月15日、Kep1erのメンバーだったマシロとイェソがグループを離れ、翌16日よりグループは7名体制となった。

## 所属者

### アーティスト
- ロイ・キム
- ハ・ヒョンサン (Hoppipolla)
- チョ・ユリ
- イム・スロン (2AM)
- キム・ジェファン

### グループ
- Kep1er[注 3]
- ZEROBASEONE
- izna

### ダンスクルー
- Mbitious

### プロデューサー
- パク・ウサン

### その他
- キム・チェヒョン (Kep1er)
- キム・テレ (ZEROBASEONE)
- パク・ハンビン (EVNNE)
- イ・ジョンヒョン (EVNNE)
- ムン・ジョンヒョン (EVNNE)
- パク・ジフ (EVNNE)

### 練習生
- ソ・ジミン[注 4]

## 過去の所属者

### アーティスト
- オ・ソンミン[注 5] (ONE PACT、元TO1)
- ソン・スウ
- チェ・チフン (元TO1)
- キム・ミンス (元TO1)
- チャ・ウンギ[注 5] (元TO1)
- ミア
- 西島蓮汰 (元TO1)

### グループ
- TO1

### 練習生
- チョ・ハウン[注 4]
- パク・ジンボム (M.I.C)
- ハン・ソビン[注 5]
- キム・ウソク[注 6] (FANTASY BOYS)
- オ・ビョンヨン[注 6]
- チェ・ミンソ[注 6]
- パク・ミンソク[注 5](NEWBEAT)
- ミン[注 5]
- 飯沼アントニー[注 5] (TOZ)
- 前田晴翔[注 7][注 5] (TOZ)